# John Surtees
C.B.E. John Norman Surtees (Tatsfield, 11 febbraio 1934 – Londra, 10 marzo 2017) è stato un pilota motociclistico e pilota automobilistico britannico. 
È l'unico pilota della storia del motorsport ad aver conquistato il titolo iridato sia nel Motomondiale che in Formula 1.

## Carriera

### Motociclismo

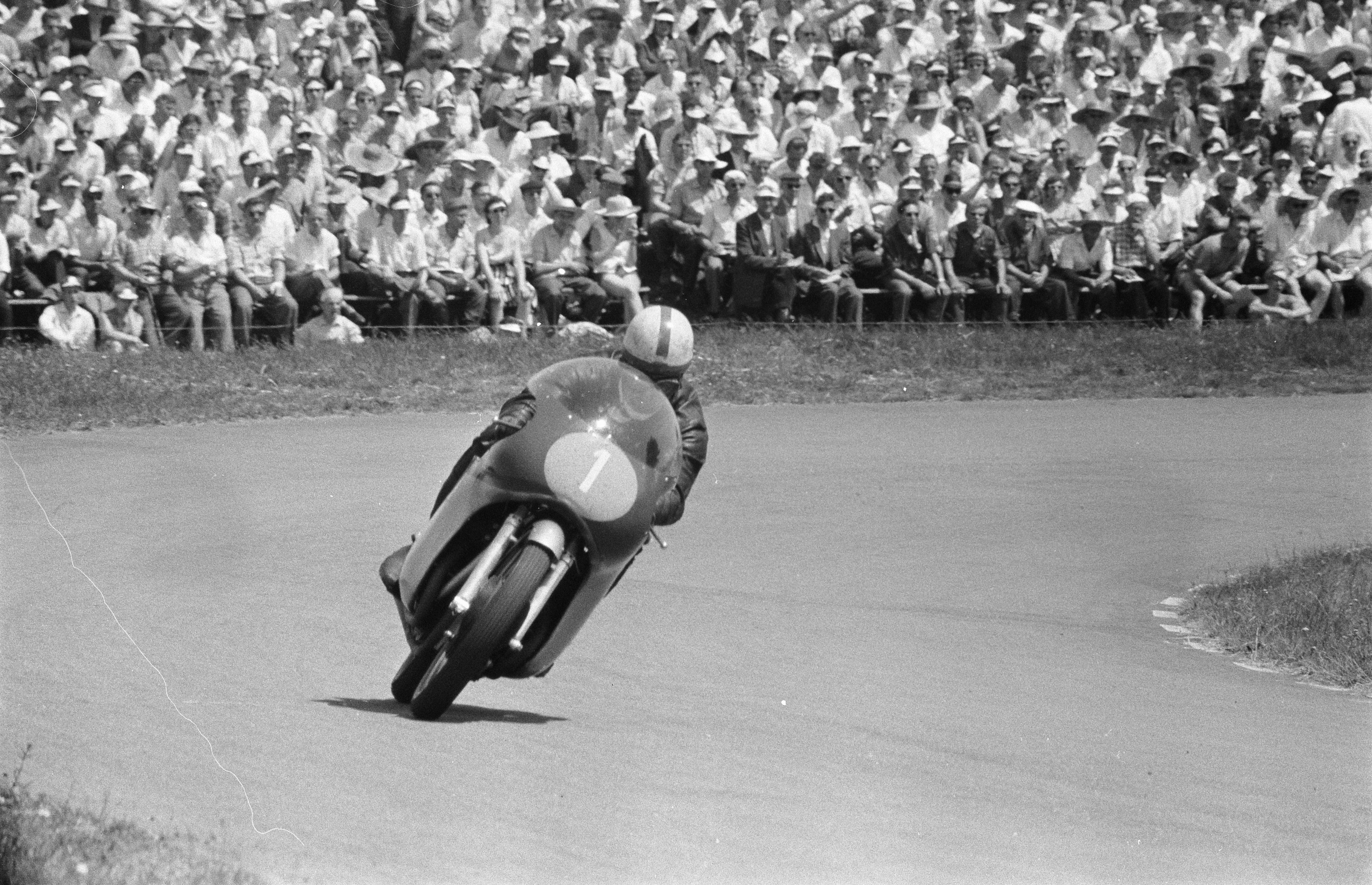
Surtees ad Assen nel 1960

La sua prima presenza nelle classifiche del motomondiale risale alla stagione 1952 quando ha ottenuto un sesto posto in Classe 500, guidando una Norton in occasione del Gran Premio motociclistico dell'Ulster.
Le presenze in classifica successive risalgono invece al motomondiale 1955 dove si è presentato, sempre con una Norton, al via delle competizioni della classe 350 e dove, nella classe 250, in sella ad una NSU, ha conquistato la sua prima vittoria nuovamente in occasione del GP dell'Ulster.
Dall'edizione del 1956 è diventato invece pilota ufficiale della MV Agusta con cui ha conquistato tutti i successivi successi.
Tra i suoi record vi sono quello di avere ottenuto la vittoria in tutti i gran premi delle 350 e delle 500 del motomondiale 1959 e quello di aver conquistato i tre titoli consecutivi della 500, dal 1958 al 1960, oltre che quelli della 350 nel 1958 e nel 1959, ottenendo sempre il massimo punteggio teorico possibile: in quegli anni venivano presi in considerazione per la classifica finale i migliori 4 risultati ottenuti durante la stagione e Surtees aveva ottenuto ogni anno almeno 4 successi.
In totale nelle corse di motociclismo ha vinto sette titoli mondiali: dal 1958 al 1960 nella classe 350, nel 1956 e dal 1958 al 1960 nella classe 500.

### Automobilismo

Surtees testa la 156 nel 1963

Mentre continuava la carriera motociclista, nel 1960, iniziò a correre anche con le quattro ruote. Partecipò al gran premio di Monaco con la Lotus ma si ritirò per problemi meccanici e al Gran Premio d'Inghilterra su Lotus arrivò secondo. Al termine della stagione seguente Enzo Ferrari gli offrì un posto nella sua scuderia, ma John Surtees rifiutò non ritenendosi pronto per Maranello.

#### La Ferrari ed il rapporto difficile con la scuderia
L'accordo fu siglato alla fine del 1962. Surtees conquistò il titolo nel 1964 e vinse 4 gare. Ancora oggi viene ricordato dalla scuderia italiana tra i suoi piloti più rappresentativi. Abbandonò la scuderia nel 1966 dopo una lite secondo alcune fonti con l'ingegner Eugenio Dragoni, che lo escluse dalla formazione di coppie di piloti nell'edizione di quell'anno della 24 Ore di Le Mans.

#### Ultimi anni di carriera
Corse poi per Cooper, Honda e BRM. Fondò infine una propria omonima scuderia senza conquistare successi.
Vinse anche il campionato CanAm del 1966 disputato in Nord America.

## Vita privata

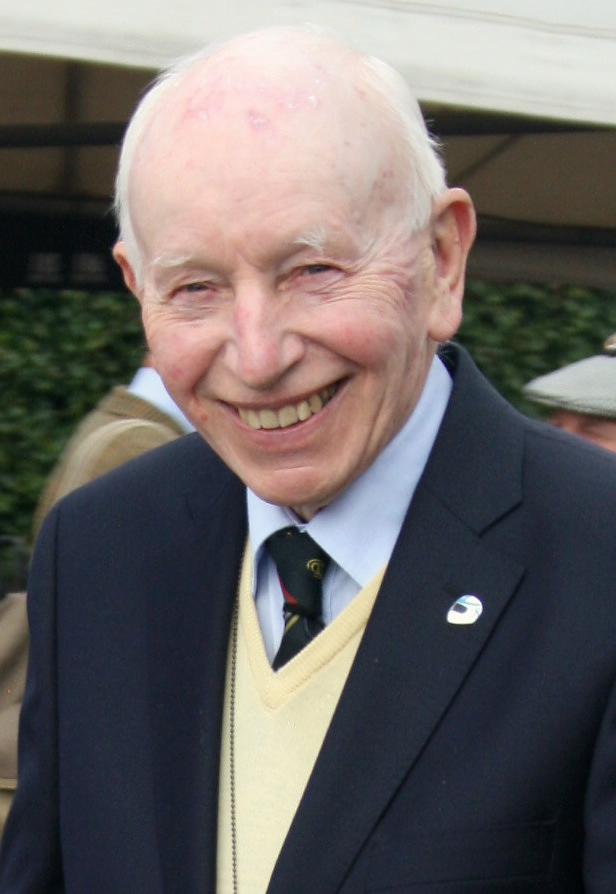
John Surtees nel 2011

Il padre Jack era proprietario di una concessionaria di motociclette, vincitore nel 1948 del South Eastern Center Sidecar.
John Surtees si sposò tre volte, prima con Patricia Burke nel 1962; la coppia divorziò nel 1979. La seconda moglie fu Janis Sheara, che sposò nel 1979 e da cui divorziò nel 1982. Jane Sparrow era la sua terza moglie, che sposò nel 1987, e con la quale ebbe tre figli, Leonora, Edwina ed Henry. 
Quest'ultimo, anch'egli pilota, il 19 luglio 2009 morì nel corso di una gara di Formula 2, colpito alla testa da uno pneumatico staccatosi da un'altra vettura.
Surtees morì il 10 marzo 2017 al Georges Hospital di Londra per problemi respiratori, a 83 anni. Riposa accanto al figlio Henry all'interno della chiesa dei Santi Pietro e Paolo di Lingfield, nel Surrey.

## Risultati

### Motociclismo

#### Motomondiale

##### Classe 250
| 1955 | Classe | Moto |    |    |  |   |    |   |   |   |  | Punti | Pos. |
| ---- | ------ | ---- | -- | -- |  | - | -- | - | - | - |  | ----- | ---- |
| 1955 | 250    | NSU  | NE | NE |  | - | NE | - | 1 | - |  | 8     | 7º   |

| Legenda | 1º posto        | 2º posto            | 3º posto            | A punti      | Senza punti        | Grassetto – Pole position Corsivo – Giro più veloce |
| Legenda | Gara non valida | Non qual./Non part. | Ritirato/Non class. | Squalificato | '-' Dato non disp. | Grassetto – Pole position Corsivo – Giro più veloce |

##### Classe 350
| 1955 | Classe | Moto   |    |   |   |   |   |   |   |   |  | Punti | Pos. |
| ---- | ------ | ------ | -- | - | - | - | - | - | - | - |  | ----- | ---- |
| 1955 | 350    | Norton | NE | - | 4 | 3 | - | - | 3 | - |  | 11    | 6º   |

| 1956 | Classe | Moto      |     |   |   |     |  |  |  |  |  | Punti | Pos. |
| ---- | ------ | --------- | --- | - | - | --- |  |  |  |  |  | ----- | ---- |
| 1956 | 350    | MV Agusta | Rit | 2 | 1 | Rit |  |  |  |  |  | 14    | 4º   |

| 1957 | Classe | Moto      |     |   |   |     |     |     |  |  |  | Punti | Pos. |
| ---- | ------ | --------- | --- | - | - | --- | --- | --- |  |  |  | ----- | ---- |
| 1957 | 350    | MV Agusta | Rit | 4 | - | Rit | Rit | Rit |  |  |  | 3     | 10º  |

| 1958 | Classe | Moto      |   |   |   |   |   |   |   |  |  | Punti   | Pos. |
| ---- | ------ | --------- | - | - | - | - | - | - | - |  |  | ------- | ---- |
| 1958 | 350    | MV Agusta | 1 | 1 | 1 | 1 | - | 1 | 1 |  |  | 32 (48) | 1º   |

| 1959 | Classe | Moto      |   |   |   |    |    |   |   |   |  | Punti   | Pos. |
| ---- | ------ | --------- | - | - | - | -- | -- | - | - | - |  | ------- | ---- |
| 1959 | 350    | MV Agusta | 1 | 1 | 1 | NE | NE | 1 | 1 | 1 |  | 32 (48) | 1º   |

| 1960 | Classe | Moto      |   |   |   |    |    |   |     |  |  | Punti   | Pos. |
| ---- | ------ | --------- | - | - | - | -- | -- | - | --- |  |  | ------- | ---- |
| 1960 | 350    | MV Agusta | 3 | 2 | 1 | NE | NE | 1 | Rit |  |  | 22 (26) | 1º   |

| Legenda | 1º posto        | 2º posto            | 3º posto            | A punti      | Senza punti        | Grassetto – Pole position Corsivo – Giro più veloce |
| Legenda | Gara non valida | Non qual./Non part. | Ritirato/Non class. | Squalificato | '-' Dato non disp. | Grassetto – Pole position Corsivo – Giro più veloce |

##### Classe 500
| 1952 | Classe | Moto   |  |  |  |  |  |   |  |  |  | Punti | Pos. |
| ---- | ------ | ------ |  |  |  |  |  | - |  |  |  | ----- | ---- |
| 1952 | 500    | Norton |  |  |  |  |  | 6 |  |  |  | 1     | 18º  |

| 1954 | Classe | Moto   |  |     |  |  |  |  |  |  |  | Punti | Pos. |
| ---- | ------ | ------ |  | --- |  |  |  |  |  |  |  | ----- | ---- |
| 1954 | 500    | Norton |  | Rit |  |  |  |  |  |  |  | 0     |      |

| 1955 | Classe | Moto         |  |  |    |     |  |  |     |  |  | Punti | Pos. |
| ---- | ------ | ------------ |  |  | -- | --- |  |  | --- |  |  | ----- | ---- |
| 1955 | 500    | Norton e BMW |  |  | 29 | Rit |  |  | Rit |  |  | 0     |      |

| 1956 | Classe | Moto      |   |   |   |    |  |  |  |  |  | Punti | Pos. |
| ---- | ------ | --------- | - | - | - | -- |  |  |  |  |  | ----- | ---- |
| 1956 | 500    | MV Agusta | 1 | 1 | 1 | NP |  |  |  |  |  | 24    | 1º   |

| 1957 | Classe | Moto      |     |   |   |     |     |   |  |  |  | Punti | Pos. |
| ---- | ------ | --------- | --- | - | - | --- | --- | - |  |  |  | ----- | ---- |
| 1957 | 500    | MV Agusta | Rit | 2 | 1 | Rit | Rit | 4 |  |  |  | 17    | 3º   |

| 1958 | Classe | Moto      |   |   |   |   |  |   |   |  |  | Punti   | Pos. |
| ---- | ------ | --------- | - | - | - | - |  | - | - |  |  | ------- | ---- |
| 1958 | 500    | MV Agusta | 1 | 1 | 1 | 1 |  | 1 | 1 |  |  | 32 (48) | 1º   |

| 1959 | Classe | Moto      |   |   |   |   |   |    |   |   |  | Punti   | Pos. |
| ---- | ------ | --------- | - | - | - | - | - | -- | - | - |  | ------- | ---- |
| 1959 | 500    | MV Agusta | 1 | 1 | 1 | 1 | 1 | NE | 1 | 1 |  | 32 (56) | 1º   |

| 1960 | Classe | Moto      |   |   |     |   |   |   |   |  |  | Punti   | Pos. |
| ---- | ------ | --------- | - | - | --- | - | - | - | - |  |  | ------- | ---- |
| 1960 | 500    | MV Agusta | 1 | 1 | Rit | 1 | 1 | 2 | 1 |  |  | 32 (46) | 1º   |

| Legenda | 1º posto        | 2º posto            | 3º posto            | A punti      | Senza punti        | Grassetto – Pole position Corsivo – Giro più veloce |
| Legenda | Gara non valida | Non qual./Non part. | Ritirato/Non class. | Squalificato | '-' Dato non disp. | Grassetto – Pole position Corsivo – Giro più veloce |

### Automobilismo

#### Formula 1
| 1960 | Scuderia | Vettura |  |     |  |  |  |  |   |     |  |     |  |  |  | Punti | Pos. |
| ---- | -------- | ------- |  | --- |  |  |  |  | - | --- |  | --- |  |  |  | ----- | ---- |
| 1960 | Lotus    | 18      |  | Rit |  |  |  |  | 2 | Rit |  | Rit |  |  |  | 6     | 14º  |

| 1961 | Scuderia      | Vettura    |     |   |   |     |     |   |     |     |  |  |  |  |  | Punti | Pos. |
| ---- | ------------- | ---------- | --- | - | - | --- | --- | - | --- | --- |  |  |  |  |  | ----- | ---- |
| 1961 | Yeoman Racing | Cooper T53 | Rit | 7 | 5 | Rit | Rit | 5 | Rit | Rit |  |  |  |  |  | 4     | 12º  |

| 1962 | Scuderia      | Vettura  |     |   |   |   |   |   |     |     |     |  |  |  |  | Punti | Pos. |
| ---- | ------------- | -------- | --- | - | - | - | - | - | --- | --- | --- |  |  |  |  | ----- | ---- |
| 1962 | Yeoman Racing | Lola Mk4 | Rit | 4 | 5 | 5 | 2 | 2 | Rit | Rit | Rit |  |  |  |  | 19    | 4º   |

| 1963 | Scuderia | Vettura   |   |     |   |     |   |   |     |     |    |     |  |  |  | Punti | Pos. |
| ---- | -------- | --------- | - | --- | - | --- | - | - | --- | --- | -- | --- |  |  |  | ----- | ---- |
| 1963 | Ferrari  | 156 F1-63 | 4 | Rit | 3 | Rit | 2 | 1 | Rit | Rit | SQ | Rit |  |  |  | 22    | 4º   |

| 1964 | Scuderia     | Vettura |     |   |     |     |   |   |     |   |   |   |  |  |  | Punti | Pos. |
| ---- | ------------ | ------- | --- | - | --- | --- | - | - | --- | - | - | - |  |  |  | ----- | ---- |
| 1964 | Ferrari NART | 158 F1  | Rit | 2 | Rit | Rit | 3 | 1 | Rit | 1 | 2 | 2 |  |  |  | 40    | 1º   |

| 1965 | Scuderia | Vettura       |   |   |     |   |   |   |     |     |  |  |  |  |  | Punti | Pos. |
| ---- | -------- | ------------- | - | - | --- | - | - | - | --- | --- |  |  |  |  |  | ----- | ---- |
| 1965 | Ferrari  | 158 F1 512 F1 | 2 | 4 | Rit | 3 | 3 | 7 | Rit | Rit |  |  |  |  |  | 17    | 5º   |

| 1966 | Scuderia       | Vettura    |     |   |     |     |     |   |     |   |   |  |  |  |  | Punti | Pos. |
| ---- | -------------- | ---------- | --- | - | --- | --- | --- | - | --- | - | - |  |  |  |  | ----- | ---- |
| 1966 | Ferrari Cooper | 312 F1 T81 | Rit | 1 | Rit | Rit | Rit | 2 | Rit | 3 | 1 |  |  |  |  | 28    | 2º   |

| 1967 | Scuderia | Vettura     |   |     |     |     |  |   |   |  |   |     |   |  |  | Punti | Pos. |
| ---- | -------- | ----------- | - | --- | --- | --- |  | - | - |  | - | --- | - |  |  | ----- | ---- |
| 1967 | Honda    | RA273 RA300 | 3 | Rit | Rit | Rit |  | 6 | 4 |  | 1 | Rit | 4 |  |  | 20    | 5º   |

| 1968 | Scuderia | Vettura     |   |     |     |     |     |   |   |     |     |     |   |     |  | Punti | Pos. |
| ---- | -------- | ----------- | - | --- | --- | --- | --- | - | - | --- | --- | --- | - | --- |  | ----- | ---- |
| 1968 | Honda    | RA300 RA301 | 8 | Rit | Rit | Rit | Rit | 2 | 5 | Rit | Rit | Rit | 3 | Rit |  | 12    | 7º   |

| 1969 | Scuderia | Vettura   |     |   |     |   |  |     |    |    |     |   |     |  |  | Punti | Pos. |
| ---- | -------- | --------- | --- | - | --- | - |  | --- | -- | -- | --- | - | --- |  |  | ----- | ---- |
| 1969 | BRM      | P138 P139 | Rit | 5 | Rit | 9 |  | Rit | NP | NC | Rit | 3 | Rit |  |  | 6     | 11º  |

| 1970 | Scuderia | Vettura                |     |     |     |  |   |  |     |   |     |     |   |     |   | Punti | Pos. |
| ---- | -------- | ---------------------- | --- | --- | --- |  | - |  | --- | - | --- | --- | - | --- | - | ----- | ---- |
| 1970 | Surtees  | McLaren M7 Surtees TS7 | Rit | Rit | Rit |  | 6 |  | Rit | 9 | Rit | Rit | 5 | Rit | 8 | 3     | 18º  |

| 1971 | Scuderia | Vettura |     |    |   |   |   |   |   |     |     |    |    |  |  | Punti | Pos. |
| ---- | -------- | ------- | --- | -- | - | - | - | - | - | --- | --- | -- | -- |  |  | ----- | ---- |
| 1971 | Surtees  | TS9     | Rit | 11 | 7 | 5 | 8 | 6 | 7 | Rit | Rit | 11 | 17 |  |  | 3     | 19º  |

| 1972 | Scuderia | Vettura |  |  |  |  |  |  |  |  |  |     |  |    |  | Punti | Pos. |
| ---- | -------- | ------- |  |  |  |  |  |  |  |  |  | --- |  | -- |  | ----- | ---- |
| 1972 | Surtees  | TS14    |  |  |  |  |  |  |  |  |  | Rit |  | NP |  | 0     |      |

| Legenda | 1º posto     | 2º posto | 3º posto    | A punti         | Senza punti/Non class.  | Grassetto – Pole position Corsivo – Giro più veloce |
| Legenda | Squalificato | Ritirato | Non partito | Non qualificato | Solo prove/Terzo pilota | Grassetto – Pole position Corsivo – Giro più veloce |

##### Gare extra campionato
| Anno    | Vettura          | 1       | 2       | 3       | 4       | 5     | 6       | 7       | 8       | 9       | 10      | 11      |
| ------- | ---------------- | ------- | ------- | ------- | ------- | ----- | ------- | ------- | ------- | ------- | ------- | ------- |
| 1960    | Lotus-Climax     | SIL Rit | BRH 6   | SNE Rit | OUL Rit |       |         |         |         |         |         |         |
| 1961    | Lotus-Climax     | ARD Rit |         |         |         |       |         |         |         |         |         |         |
| 1961    | Cooper-Climax    |         | SNE 3   | GOW 1   | GOW 4   | LIV 4 | SIR Rit | BRH Rit | KAR 3   | MOD Rit | ZEL 10  | OUL Rit |
| 1962    | Cooper-Climax    | ARD 2   |         |         |         |       |         |         |         |         |         |         |
| 1962    | Lola-Climax      |         | SNE Rit | GOW Rit | AIN Rit | SIL 3 | MAL 1   | REI Rit | KAR Rit | OUL Rit |         | KYA 3   |
| 1962    | Lotus-Climax     |         |         |         |         |       |         |         |         |         | MIX Rit |         |
| 1963    | Ferrari          | SIL Rit | MED 1   | MID 1   |         |       |         |         |         |         |         |         |
| 1964    | Ferrari          | SIR 1   | SIL Rit | STO 2   |         |       |         |         |         |         |         |         |
| 1965    | Ferrari          | BRH Rit | SIR 2   | SIL 2   |         |       |         |         |         |         |         |         |
| 1966    | Ferrari          | SIR 1   | SIL 2   |         |         |       |         |         |         |         |         |         |
| 1967    | Honda            | BRH Rit | OUL 3   |         |         |       |         |         |         |         |         |         |
| 1968    | Lola-BMW         | BRH NP  |         |         |         |       |         |         |         |         |         |         |
| 1969    | BRM              | BRH NP  |         |         |         |       |         |         |         |         |         |         |
| 1970    | McLaren-Cosworth | BRH Rit |         |         |         |       |         |         |         |         |         |         |
| 1970    | Surtees-Cosworth |         | SIL 1   |         |         |       |         |         |         |         |         |         |
| 1971    | McLaren-Ford     | BRH 3   |         |         |         |       |         |         |         |         |         |         |
| 1971    | Surtees-Cosworth |         | SPT Rit | SIL 11  | HOC 3   | OUL 1 | BRH 6   |         |         |         |         |         |
| 1972    | Surtees-Cosworth | SIL 3   |         |         |         |       |         |         |         |         |         |         |
| Legenda |                  |         |         |         |         |       |         |         |         |         |         |         |

#### Sportprototipi

##### Campionato internazionale gran turismo
| 1962 | Scuderia                  | Vettura                        | Stati Uniti (bandiera) | Stati Uniti (bandiera) | Stati Uniti (bandiera) | Italia (bandiera) | Italia (bandiera) | Germania Ovest (bandiera) | Germania Ovest (bandiera) | Francia (bandiera)        | Francia (bandiera)        | Italia (bandiera)  | Regno Unito (bandiera)    | Germania Ovest (bandiera) | Stati Uniti (bandiera) | Stati Uniti (bandiera)    | Francia (bandiera)        |                        |                     |                           |                        |                        |                    |                        |
| ---- | ------------------------- | ------------------------------ | ---------------------- | ---------------------- | ---------------------- | ----------------- | ----------------- | ------------------------- | ------------------------- | ------------------------- | ------------------------- | ------------------ | ------------------------- | ------------------------- | ---------------------- | ------------------------- | ------------------------- | ---------------------- | ------------------- | ------------------------- | ---------------------- | ---------------------- | ------------------ | ---------------------- |
| 1962 | Maranello Concessionaires | Ferrari 250 GTO                |                        |                        |                        |                   |                   |                           |                           |                           |                           |                    | Rit                       |                           |                        |                           | 2                         |                        |                     |                           |                        |                        |                    |                        |
| 1963 | Scuderia                  | Vettura                        | Stati Uniti (bandiera) | Stati Uniti (bandiera) | Stati Uniti (bandiera) | Italia (bandiera) | Belgio (bandiera) | Italia (bandiera)         | Germania Ovest (bandiera) | Italia (bandiera)         | Germania Ovest (bandiera) | Francia (bandiera) | Italia (bandiera)         | Germania Ovest (bandiera) | Francia (bandiera)     | Germania Ovest (bandiera) | Italia (bandiera)         | Regno Unito (bandiera) | Svizzera (bandiera) | Germania Ovest (bandiera) | Italia (bandiera)      | Italia (bandiera)      | Francia (bandiera) | Stati Uniti (bandiera) |
| 1963 | Scuderia Ferrari          | Ferrari 250 P                  |                        |                        | 1                      | Rit               |                   |                           | 1                         |                           |                           | Rit                |                           |                           |                        |                           |                           |                        |                     |                           |                        |                        |                    |                        |
| 1964 | Scuderia                  | Vettura                        | Stati Uniti (bandiera) | Stati Uniti (bandiera) | Italia (bandiera)      | Italia (bandiera) | Belgio (bandiera) | Italia (bandiera)         | Germania Ovest (bandiera) | Germania Ovest (bandiera) | Francia (bandiera)        | Francia (bandiera) | Germania Ovest (bandiera) | Italia (bandiera)         | Regno Unito (bandiera) | Svizzera (bandiera)       | Germania Ovest (bandiera) | Italia (bandiera)      | Francia (bandiera)  | Stati Uniti (bandiera)    | Stati Uniti (bandiera) | Francia (bandiera)     |                    |                        |
| 1964 | Scuderia Ferrari          | Ferrari 330 P Ferrari 275 P    |                        | 3                      |                        |                   |                   |                           | Rit                       |                           | 3                         |                    |                           |                           |                        |                           |                           |                        |                     |                           |                        |                        |                    |                        |
| 1964 | NART                      | Ferrari 250 LM Ferrari 250 GTO |                        |                        |                        |                   |                   |                           |                           |                           |                           | 2                  |                           |                           | Rit                    |                           |                           |                        |                     |                           |                        |                        |                    |                        |
| 1965 | Scuderia                  | Vettura                        | Stati Uniti (bandiera) | Stati Uniti (bandiera) | Italia (bandiera)      | Italia (bandiera) | Italia (bandiera) | Regno Unito (bandiera)    | Italia (bandiera)         | Belgio (bandiera)         | Germania Ovest (bandiera) | Italia (bandiera)  | Germania Ovest (bandiera) | Francia (bandiera)        | Francia (bandiera)     | Italia (bandiera)         | Germania Ovest (bandiera) | Italia (bandiera)      | Svizzera (bandiera) | Germania Ovest (bandiera) | Stati Uniti (bandiera) | Stati Uniti (bandiera) |                    |                        |
| 1965 | NART                      | Ferrari 330 P2                 | Rit                    |                        |                        |                   |                   |                           |                           |                           |                           |                    |                           |                           |                        |                           |                           |                        |                     |                           |                        |                        |                    |                        |
| 1965 | Scuderia Ferrari          | Ferrari 275 P2 Ferrari 330 P2  |                        |                        |                        |                   | 2                 |                           |                           |                           | 1                         |                    |                           | Rit                       |                        |                           |                           |                        |                     |                           |                        |                        |                    |                        |
| 1965 | Lola                      | Lola T70                       |                        |                        |                        |                   |                   | Rit                       |                           |                           |                           |                    |                           |                           |                        |                           |                           |                        |                     |                           |                        |                        |                    |                        |
| 1965 | Maranello Concessionaires | Ferrari 365 P2                 |                        |                        |                        |                   |                   |                           |                           |                           |                           |                    |                           |                           | 2                      |                           |                           |                        |                     |                           |                        |                        |                    |                        |

##### Campionato internazionale sportprototipi
| 1966 | Scuderia         | Vettura        | Stati Uniti (bandiera) | Stati Uniti (bandiera) | Italia (bandiera)      | Italia (bandiera) | Belgio (bandiera) | Germania Ovest (bandiera) | Francia (bandiera)        | Italia (bandiera)         | Italia (bandiera)      | Germania Ovest (bandiera) | Svizzera (bandiera) | Germania Ovest (bandiera) | Austria (bandiera)  |                           |
| ---- | ---------------- | -------------- | ---------------------- | ---------------------- | ---------------------- | ----------------- | ----------------- | ------------------------- | ------------------------- | ------------------------- | ---------------------- | ------------------------- | ------------------- | ------------------------- | ------------------- | ------------------------- |
| 1966 | Scuderia Ferrari | Ferrari 330 P3 |                        |                        | 1                      |                   |                   | Rit                       |                           |                           |                        |                           |                     |                           |                     |                           |
| 1967 | Scuderia         | Vettura        | Stati Uniti (bandiera) | Stati Uniti (bandiera) | Italia (bandiera)      | Belgio (bandiera) | Italia (bandiera) | Germania Ovest (bandiera) | Francia (bandiera)        | Germania Ovest (bandiera) | Italia (bandiera)      | Regno Unito (bandiera)    | Italia (bandiera)   | Austria (bandiera)        | Svizzera (bandiera) | Germania Ovest (bandiera) |
| 1967 | Lola             | Lola T70       |                        |                        |                        |                   |                   | Rit                       | Rit                       |                           |                        | Rit                       |                     |                           |                     |                           |
| 1970 | Scuderia         | Vettura        | Stati Uniti (bandiera) | Stati Uniti (bandiera) | Regno Unito (bandiera) | Italia (bandiera) | Italia (bandiera) | Belgio (bandiera)         | Germania Ovest (bandiera) | Francia (bandiera)        | Stati Uniti (bandiera) | Austria (bandiera)        |                     |                           |                     |                           |
| 1970 | Scuderia Ferrari | Ferrari 512 S  |                        |                        |                        | 3                 |                   | 2                         | 3                         |                           |                        |                           |                     |                           |                     |                           |

##### 24 Ore di Le Mans
| Anno | Classe | N° | Gomme | Vettura                                | Squadra                     | Co-piloti           | Giri | Pos. Assol. | Pos. di Classe |
| ---- | ------ | -- | ----- | -------------------------------------- | --------------------------- | ------------------- | ---- | ----------- | -------------- |
| 1963 | P 3.0  | 23 | D     | Ferrari 250 P Ferrari 3.0L V12         | SpA Ferrari SEFAC           | Willy Mairesse      | 252  | Rit         | Rit            |
| 1964 | P 5.0  | 19 | D     | Ferrari 330 P Ferrari 4.0L V12         | SpA Ferrari SEFAC           | Lorenzo Bandini     | 337  | 3º          | 3º             |
| 1965 | P 5.0  | 19 | D     | Ferrari 330 P2 Spyder Ferrari 4.0L V12 | SpA Ferrari SEFAC           | Ludovico Scarfiotti | 225  | Rit         | Rit            |
| 1967 | P +5.0 | 11 | F     | Lola T70 Mk.III-Aston Martin 5.0L V8   | Lola Cars Ltd./Team Surtees | David Hobbs         | 3    | Rit         | Rit            |

##### 12 Ore di Sebring
| Anno | Scuderia      | Costruttore | Vettura       | Numero | Categoria       | Classe | Co-Pilota           | Giri | Risultato assoluto | Risultato di classe |
| ---- | ------------- | ----------- | ------------- | ------ | --------------- | ------ | ------------------- | ---- | ------------------ | ------------------- |
| 1963 | SEFAC Ferrari | Ferrari     | Ferrari 250 P | 30     | Sport Prototipo | P 3.0  | Ludovico Scarfiotti | 209  | 1º                 | 1º                  |
| 1964 | SEFAC Ferrari | Ferrari     | Ferrari 330 P | 21     | Sport Prototipo | P +3.0 | Lorenzo Bandini     | 212  | 3º                 | 3º                  |

##### 1000 km del Nürburgring
| Anno | Scuderia               | Costruttore | Vettura               | Numero | Categoria       | Classe | Co-Pilota             | Giri | Risultato assoluto | Risultato di classe |
| ---- | ---------------------- | ----------- | --------------------- | ------ | --------------- | ------ | --------------------- | ---- | ------------------ | ------------------- |
| 1963 | SpA Ferrari SEFAC      | Ferrari     | Ferrari 250 P         | 110    | Sport Prototipo | P 3.0  | Willy Mairesse        | 44   | 1º                 | 1º                  |
| 1964 | SpA Ferrari SEFAC      | Ferrari     | Ferrari 275 P         | 143    | Sport Prototipo | P +3.0 | Lorenzo Bandini       | 32   | Rit                | Rit                 |
| 1965 | SpA Ferrari SEFAC      | Ferrari     | Ferrari 330 P2        | 1      | Sport Prototipo | P +3.0 | Ludovico Scarfiotti   | 44   | 1º                 | 1º                  |
| 1966 | Ferrari S.p.a.         | Ferrari     | Ferrari 330 P3 Spyder | 1      | Sport Prototipo | P +2.0 | Michael "Mike" Parkes | 35   | Rit                | Rit                 |
| 1967 | Lola Cars Team Surtees | Lola        | Lola T70 Mk.3 GT      | 1      | Sport Prototipo | P +2.0 | David Hobbs           | 6    | Rit                | Rit                 |

##### Targa Florio
| Anno | Scuderia          | Costruttore | Vettura       | Numero | Categoria       | Classe | Co-Pilota             | Giri | Risultato assoluto | Risultato di classe |
| ---- | ----------------- | ----------- | ------------- | ------ | --------------- | ------ | --------------------- | ---- | ------------------ | ------------------- |
| 1963 | SpA Ferrari SEFAC | Ferrari     | Ferrari 250 P | 174    | Sport Prototipo | P 3.0  | Michael "Mike" Parkes | 4    | Rit                | Rit                 |

##### 1000 km di Monza
| Anno | Scuderia          | Costruttore | Vettura        | Numero | Categoria       | Classe | Co-Pilota           | Giri | Risultato assoluto | Risultato di classe |
| ---- | ----------------- | ----------- | -------------- | ------ | --------------- | ------ | ------------------- | ---- | ------------------ | ------------------- |
| 1965 | SpA Ferrari SEFAC | Ferrari     | Ferrari 275 P2 | 60     | Sport Prototipo | P +2.0 | Ludovico Scarfiotti | 100  | 2º                 | 2º                  |
| 1970 | Spa Ferrari SEFAC | Ferrari     | Ferrari 512 S  | 2      | Sport           | S 5.0  | Peter Schetty       | 171  | 3º                 | 3º                  |

#### Formula 2
| Stagione | Scuderia     | Telaio       | Motore | 1       | 2       | 3     | 4   | 5      | 6   | 7      | 8   | 9      | 10  | 11  | 12  | 13  | 14  | Punti | Pos. |
| -------- | ------------ | ------------ | ------ | ------- | ------- | ----- | --- | ------ | --- | ------ | --- | ------ | --- | --- | --- | --- | --- | ----- | ---- |
| 1967     | Lola Racing  | Lola T100    | Ford   | SNE Rit | SIL 3   |       |     |        |     |        |     | BRH NQ | VAL |     |     |     |     | 0‡    | NC   |
| 1967     | Lola Racing  | Lola T100    | BMW    |         |         | NÜR 2 | HOC | TUL    | JAR | ZAN    | PER |        |     |     |     |     |     | 0‡    | NC   |
| 1972     | Team Surtees | Surtees TS10 | Ford   | MAL     | THR Rit | HOC   | PAU | CRY NQ | HOC | ROU NQ | ÖST | IMO 1  | MAN | PER | SAL | ALB | HOC | 0‡    | NC   |

‡ Piloti classificati non idonei per i punti del Campionato Europeo di Formula 2.

#### Campionato Can-Am
| Anno | Squadra             | Vettura                      | Motore           | 1   | 2   | 3   | 4   | 5   | 6   | 7   | 8   | 9   | 10  | 11  | Punti | Pos. |
| ---- | ------------------- | ---------------------------- | ---------------- | --- | --- | --- | --- | --- | --- | --- | --- | --- | --- | --- | ----- | ---- |
| 1966 | Team Surtees        | Lola T70 Mk.2                | Chevrolet        | MON | BRI | MOS | LAG | RIV | STA |     |     |     |     |     | 27    | 1º   |
| 1966 | Team Surtees        | Lola T70 Mk.2                | Chevrolet        | 1   | Rit | Rit | 12  | 1   | 1   |     |     |     |     |     | 27    | 1º   |
| 1967 | Team Surtees        | Lola T70 Mk.3B Lola T70 Mk.2 | Chevrolet        | ROA | BRI | MOS | LAG | RIV | STA |     |     |     |     |     | 16    | 3º   |
| 1967 | Team Surtees        | Lola T70 Mk.3B Lola T70 Mk.2 | Chevrolet        | 3   | 4   | Rit | Rit | Rit | 1   |     |     |     |     |     | 16    | 3º   |
| 1968 | Team Surtees        | Lola TS                      | Chevrolet (T160) | ROA | BRI | EDM | LAG | RIV | STA |     |     |     |     |     | 0     | NC   |
| 1968 | Team Surtees        | Lola TS                      | Chevrolet (T160) |     | Rit | Rit |     | Rit |     |     |     |     |     |     | 0     | NC   |
| 1969 | Chaparral Cars Inc. | McLaren M12 Chaparral 2H     | Chevrolet        | MOS | MON | WGL | EDM | MDO | ROA | BRI | MIC | LAG | RIV | TXS | 30    | 9º   |
| 1969 | Chaparral Cars Inc. | McLaren M12 Chaparral 2H     | Chevrolet        | 3   | Rit | 12  | 4   | 5   | Rit | Rit |     | NP  | Rit |     | 30    | 9º   |